# Man lever bara två gånger (roman)
Man lever bara två gånger, (eng. titel You Only Live Twice) den tolfte i en serie romaner om agenten James Bond, skrivna av Ian Fleming. Boken kom ut på engelska första gången 1964.

## Handling
Efter mordet på Bonds nya hustru Tracy skickas den deprimerade Bond ut på ett omöjligt uppdrag: att få tag på hemlig information från M:s motsvarighet i Japan, Tiger Tanaka. I utbyte vill Tanaka att Bond dödar en man som hjälper deprimerade japaner men även sina fiender begå självmord i "Dödens trädgård", något mycket politiskt känsligt. Av en slump upptäcker Bond att denne Dr Shatterhand i själva verket är Ernst Stavro Blofeld. Bond ser en chans till hämnd på Blofeld och tar mer än gärna uppdraget. Han börjar träningen för att gå undercover som japan med hjälp av före detta filmstjärnan Kissy Suzuki.
Trots att Bond lyckas döda Blofeld, går flykten snett och han får en så allvarlig skada samt minnesförlust att MI6 tror att han har dött - och Kissy Suzuki tänker låta dem tro det. Kissy gömmer sig med Bond i en liten japansk fiskeby och intalar Bond att han är hennes fästman. Men då Bond upptäcker ordet Vladivostok på en lapp beger han sig dit för att forska om sitt öde och försöka återfå minnet.

## Karaktärer (i urval)
- James Bond
- Ernst Stavro Blofeld
- Irma Bunt
- Tiger Tanaka
- Kissy Suzuki
- Dikko Henderson
- M

## Övrigt
- Man lever bara två gånger är den avslutande delen i "Blofeld-trilogin" (Åskbollen och I Hennes Majestäts hemliga tjänst är de två tidigare delarna). S.P.E.C.T.R.E. (som i vissa översättningar heter SPEKTRUM) återkommer dock flera gånger i John Gardners böcker.
- På 1990-talet skrev Raymond Benson en novell, "Blast from the Past", som uppföljare till Man lever bara två gånger.
- I slutet av boken finns en dödsruna över James Bond, som nämner att det finns en rad romaner om honom. I dödsrunan nämns Bonds föräldrar med mera. Detta postmoderna berättargrepp inspirerade John Pearson till boken "James Bond: The Authorized Biography of 007".
- Bokens "Dödens trädgård" överlevde inte till filmen Man lever bara två gånger, eftersom det inte finns några slott i Japan. Trädgården kom att användas i Bond-miljö först i filmen No Time to Die över 50 år senare.

## Serieversion
Mellan maj 1965 och januari 1966 gavs Man lever bara två gånger ut som tecknad serie i tidningen Daily Express. Romanen adapterades av Henry Gammidge och ritades av John McLusky. Serien har senare återpublicerats i såväl album som den svenska tidningen James Bond Agent 007.